# Lista de obras literárias mais traduzidas
Esta é uma lista das obras literárias mais traduzidas da humanidade (incluindo romances, peças de teatro, seriados, coleções de poemas ou contos, ensaios e outras formas de não ficção literária) ordenadas pelo número de idiomas em que foram foi traduzido. Apenas as traduções publicadas por editores estabelecidos e independentes são levadas em consideração, não pessoas que auto publicam traduções (reais ou automáticas) por meio de publicações sob demanda ou em sites, para evitar contagens artificialmente infladas.
| Alcance | Título                                                  | Autor                                               | Data          | Número de idiomas com fonte | linguagem original              |
| ------- | ------------------------------------------------------- | --------------------------------------------------- | ------------- | --- | ------------------------------- |
| 1       | A Bíblia                                                | Veja Bíblia                                         | Veja Bíblia   | 3.384 (pelo menos um livro) 2.191 (pelo menos Novo Testamento) 698 (Antigo e Novo Testamento, incluindo os livros protocanônicos ) | hebraico, aramaico, grego koiné |
| 2       | Seja Feliz para Sempre! — Um Curso da Bíblia para Você  | Watch Tower Bible and Tract Society of Pennsylvania | 2021          | >530 | Inglês                          |
| 3       | As Aventuras de Pinóquio                                | Carlo Collodi                                       | 1883          | 240-260 | italiano                        |
| 4       | Daodejing                                               | Laozi                                               | 400 aC        | >250 | Chinês                          |
| 5       | As Aventuras de Alice no País das Maravilhas            | Lewis Carroll                                       | 1865          | 174 | Inglês                          |
| 6       | O Caminho para Cristo                                   | Ellen G. White                                      | 1892          | >160 | idioma inglês                   |
| 7       | O Engenhoso Hidalgo Don Quixote de la Mancha            | Miguel de Cervantes Saavedra                        | 1615          | >140 (completo e porções) | espanhol                        |
| 8       | Contos de Fadas de Andersen                             | Hans Christian Andersen                             | 1835–1852     | 129 022-01-09 | dinamarquês                     |
| 9       | Asterix                                                 | René Goscinny e Albert Uderzo                       | 1959–presente | 115 nem todos os volumes estão disponíveis em todos os idiomas                                                                     | Francês                         |
| 10      | Livro de Mórmon                                         |                                                     | 1830          | 110 | Inglês                          |
| 11      | A revolução vertical: ou por que os humanos andam de pé | Ngũgĩ wa Thiong'o                                   | 2016          | 100 | kikuyu                          |
| 12      | As Aventuras de Tintim                                  | Hergé                                               | 1929–1976     | 96 (nem todos os volumes estão disponíveis em todos os idiomas)                                                                    | Francês                         |
| 13      | Imitação de Cristo                                      | Thomas à Kempis                                     | 1418          | 95 | latim                           |
| 14      | Harry Potter                                            | J. K. Rowling                                       | 1997–2007     | 80 | Inglês                          |
| 15      | Winnie-the-Pooh                                         | UMA. A. Milne                                       | 1926          | >50 | Inglês                          |
| 16      | Diário de Anne Frank                                    | Anne Frank                                          | 1947          | 73 | Holandesa                       |
| 17      | O caminho para a felicidade                             | EU. Ron Hubbard                                     | 1980          | >70 | Inglês                          |
| 18      | A Expedição Kon-Tiki: Rafting pelos Mares do Sul        | Thor Heyerdahl                                      | 1948          | >70 | Norueguês                       |
| 19      | Pippi Calceslarges                                      | Astrid Lindgren                                     | 1945          | 70 | sueco                           |
| 20      | O Alquimista                                            | Paulo Coelho                                        | 1988          | 70 em uma Base Mundial dados de cookies WorldCat 20 de dezembro de 2016</ref>                                                      | Português                       |
| 21      | Mundo de Sofia                                          | Jostein Gaarder                                     | 1991          | 65 | norueguês                       |
| 22      | As Aventuras de Huckleberry Finn                        | Mark Twain                                          | 1885          | 65 | português                       |
| 23      | 1984                                                    | George Orwell                                       | 1949          | 65 | portugues                       |
| 24      | Através do espelho e o que Alice encontrou lá           | Lewis Carroll                                       | 1871          | 65 | ângulos                         |
| 25      | Isha Upanishad                                          | Vários                                              | 500 aC        | 64 | sânscrito                       |